# Sympherta clinata
Sympherta clinata är en stekelart som först beskrevs av Walley 1937.  Sympherta clinata ingår i släktet Sympherta och familjen brokparasitsteklar. Inga underarter finns listade i Catalogue of Life.